# 松澤傑
松澤 傑（まつざわ すぐる、1988年11月3日 - ）は、日本の俳優。埼玉県出身。エフ・エム・ジー所属。
血液型B型。身長176cm。趣味と特技は音楽鑑賞、映画鑑賞、水泳、サッカー、将棋、バスケットボール。

## 出演

### 映画
- 転がれ!たま子（2006年）- 準主演/桜井大輔 役
- くらやみジェイク（2006年）- 主役/杉本孝一 役
- 真夜中の少女たち〜クラッシュ・ザ・ウィンドウ〜（2006年）- 横山義男 役
- 0 ゼロ（2007年）- 主役/カイ・リュウ・高坂 1人3役
- 恋路物語〜each little thing〜（2007年）- 準主演/長瀬ユウヤ 役
- うん、何? UN-NAN〜やまたのおろち伝説〜（2008年）- 準主演/西尾裕二 役
- はーもにか（2008年）- 主役/菊池佐助 役
- 麻雀王子（DVDシネマ）- 主役/相原博 役
- ハッピーエンド（2008年）- 水野 役
- たかまくら（2008年）- 主役/雑賀半士郎 役

### テレビドラマ
- WATER BOYS2（2004年7月 - 9月、フジテレビ）- レギュラー/氷川 役
- がんばっていきまっしょい（2005年7月 - 9月、フジテレビ）- 準レギュラー/渡辺和也 役
- TBS愛の劇場 大好き!五つ子Go!! 第7話 サトル 役
- 女と愛とミステリー「警部補・鳴沢了〜破弾〜」（TX）- 鳴沢浩司 役
- 愛情イッポン!（日本テレビ）第8話
- 連続テレビ小説 純情きらり（2006年4月 - 9月、NHK）- レギュラー/有森勇太郎 役
- おとなの眼鏡（チバテレビ） - 主演/多田弘司 役
- ハリ系（2007年10月 - 12月、日本テレビ）- レギュラー/藤井亮介 役
- 僕の島/彼女のサンゴ（2008年、NHK）- 島袋真 役
- 相棒（テレビ朝日）
  - season7 第6話「希望の終盤」（2008年11月26日）- 将棋タイトル3冠・村田隆 役
  - season18 第11話「ブラックアウト」（2020年1月1日）- 路上アーティスト・安藤浩介 役
- ドラマ8・Q.E.D. 証明終了 第8話（2009年2月26日、NHK）- 遠藤 役
- おひとりさま 第2話（2009年12月23日、TBS）- 相川 役
- Q10（2010年10月-12月、日本テレビ）- レギュラー/西村友郎役
- IS（アイエス）〜男でも女でもない性〜 第6話（2011年8月22日、TX）- 岡野大 役
- 13歳のハローワーク 第2話（2012年1月20日、EX）- 横田 役
- 仮面ライダーウィザード 第32・33話（2013年4月21日・28日、EX）- 土屋真隆 役
- 刑事のまなざし 第10話・最終話（2013年12月9日・16日、TBS）- 宗方善 役（青年期）[1]
- 創作テレビドラマ大賞・佐知とマユ（2015年3月17日、NHK）- 前田 役
- 牙狼〈GARO〉-GOLDSTORM- 翔 第8話（2015年7月10日、テレビ東京）- 店主 役
- まんまこと〜麻之助裁定帳〜 第8話（2015年9月17日、NHK）- 岩吉 役
- ツバキ文具店〜鎌倉代書屋物語〜 第3話（2017年4月28日、NHK）- 武田聡 役
- THE GOOD WIFE / グッドワイフ（2019年1月13日-、TBS）‐ 郡山肇 役
- 真犯人フラグ 第6話（2021年11月21日、日本テレビ）
- ナンバMG5 第4話（2022年5月11日、フジテレビ）
- RoOT / ルート 第1話（2024年4月3日、テレビ東京）

### CM
- 佐藤製薬 - ストナ
- カルビー - 夏ポテト 〜夏だけの二人〜
- JP 日本郵便 - 転居・転送サービス
- ニベア花王 - ウォータリングリップ
- 任天堂 - Wii
- 東芝 - dynabook
- 自衛隊リクルート（ナレーションのみ）
- サッポロビール - トライアングルジンジャー
- 日清焼そばU.F.O.

### PV
- 大塚ちひろ - 恋花火
- Hi-Fi CANP - だから一歩先へ踏み出して

### 舞台
- ら抜きの殺意 - 雨宮尚人 役

### WEB
- 虹の向こうへ - レギュラー/吉本茂樹 役